# У бору брусниця
«У бору брусниця» (рос. «Во бору брусника») — радянський двосерійний художній фільм 1989 року, знятий на Свердловській кіностудії.

## Сюжет
Частина перша: «Неодружена жінка»
Олександр Петрович Єгоров повернувся в рідне село з фронту з інвалідністю. Через рік овдовів, і під його опікою залишилося четверо малолітніх дітей. Довгі роки Єгоров жив сам, а потім привів у будинок нову дружину — молоду сусідку Ксенію. Жінка була нареченою молодшого брата Олександра Петровича, проте не дочекалася нареченого з війни. Ксенія стала матір'ю для дітей Єгорова, а через кілька років народила від нього сина Василя.
Частина друга: «Єгорови»
Минуло 38 років. Хлопці виросли й покинули рідне гніздо. Ксенія і Олександр Єгорови вирішили відвідати своїх дітей і вирушили в дорогу. І хоча не всі діти порадували батьків тим, як улаштували своє життя, все ж вони повернулися додому заспокоєні, побачивши, що головне — чесність і працьовитість — вони зуміли виховати в своїх спадкоємцях, значить і своє працьовите життя прожили недарма.

## У ролях
- Геннадій Гарбук — Єгоров Олександр Петрович, багатодітний батько, фронтовик-інвалід
- Катерина Васильєва — Ксенія в молодості, друга дружина Єгорова
- Любов Соколова — Ксенія Василівна
- Людмила Гаврилова — Марія
- Лариса Даниліна — Варвара / Світлана
- Наталія Острикова — Фаїна
- Єлизавета Нікіщихіна — Тетяна
- Едуард Бочаров — Федір, чоловік Тетяни
- Олександр Потапов — Гена, відряджений
- Віктор Шульгін — сільський лікар
- Максим Кисельов — Олексій / Тихон
- Юлія Васильєва — Наталка, дочка Єгорова
- Олександр Леньков — Кирило, молодший син Єгорова
- Анатолій Єгоров — Василь, син Єгорова та Ксенії
- Віктор Філіппов — Михайло, середній син Єгорова, викладач у Москві
- Євгенія Уралова — Наталія, дочка Єгорова, медсестра в Москві
- Валентина Березуцька — Маня, поштова працівниця
- Сергій Яковлєв — Павло Іванович Чернов, сусід Олексія Єгорова
- Марина Левтова — Олена, молода дружина Михайла
- Римма Маркова — Марина Гнатівна, сусідка Михайла і Олени
- Галина Комарова — Зіна, дружина Кирила
- Олег Мокшанцев — Юрій, зять Варвари
- Тамара Тимофеєва — Варвара в старості
- Олександр Лебедєв — Борис Кузьмич, голова
- Ігор Шпилєв — хлопець у шкіряній куртці
- Наталія Шульгіна — листоноша

## Знімальна група
- Режисер — Євген Васильєв
- Сценаристи — Самсон Поляков, Євген Васильєв
- Оператори — Рудольф Зуєв, Геннадій Сальников
- Композитор — Павло Чекалов
- Художник — Валерій Лукінов